# Romana Kasperkiewicz
Romana Kasperkiewicz (ur. 20 listopada 1984) – polska judoczka i zawodniczka ju-jitsu.
W judo reprezentowała kluby: KS Budowlani Sosnowiec (1998-2004), KJ Koka Jastrzębie-Zdrój (2000-2002), KS AZS AWF Wrocław (2005). Dwukrotna brązowa medalistka mistrzostw Europy juniorek (2001, 2003). Wicemistrzyni Polski seniorek 2001 w kategorii do 57 kg. Ponadto m.in. mistrzyni Polski juniorek 2002. W ju-jitsu była m.in. wicemistrzynią Europy 2003 w kategorii do 62 kg.